# Lodewijk Eugenius van Württemberg
Lodewijk Eugenius van Württemberg (Frankfurt am Main, 6 januari 1731 - Ludwigsburg, 20 mei 1795) was van 1793 tot aan zijn dood hertog van Württemberg. Hij behoorde tot het huis Württemberg.

## Levensloop
Lodewijk Eugenius was de tweede zoon van hertog Karel Alexander van Württemberg en Maria Augusta von Thurn und Taxis, dochter van vorst Anselm Frans von Thurn und Taxis. 
Hij en zijn broers brachten hun jeugd door aan het hof van koning Frederik II van Pruisen. Die benoemde Lodewijk Eugenius in 1743 tot officier van de ruiterij en chef van het tweede dragondersregiment. In 1749 ging hij in militaire dienst bij koning Lodewijk XV van Frankrijk en werd hij bevelhebber van een Duits ruiterregiment. Aan het begin van de Zevenjarige Oorlog tussen Frankrijk en Groot-Brittannië bezette hij voor de Franse koning het eiland Minorca, waarna hij door Lodewijk XV benoemd werd tot generaal-luitenant. In 1757 trad hij als vrijwilliger toe tot het Keizerlijk Leger en hij nam deel aan alle verdere veldtochten van de Zevenjarige Oorlog.
In 1762 verliet hij het leger en sloot hij een morganatisch huwelijk met gravin Sophia Albertine von Beichlingen (1728-1807). Ze kregen drie dochters: Sophia Antoinette (1763-1775), Wilhelmina Frederica (1764-1817), die in 1789 huwde met graaf Kraft Ernst van Oettingen-Wallerstein, en Henriette Charlotte Frederica (1767-1817), die in 1796 huwde met graaf Karel van Hohenlohe-Waldenburg-Jagstberg. 
In 1790 kocht Lodewijk een oude burcht in Wasserlos. Hij liet de burcht slopen en op die plaats een slot bouwen. Toen hij in 1793 zijn oudere broer Karel Eugenius opvolgde als hertog van Württemberg, gaf hij zijn domein in Wasserlos op. 
Als hertog probeerde Lodewijk Eugenius Württemberg te hervormen naar de ideeën van Jean-Jacques Rousseau, met wie hij een regelmatige briefwisseling onderhield. Na een regering van twee jaar stierf hij in mei 1795 op 64-jarige leeftijd aan een beroerte. Lodewijk Eugenius werd als hertog van Württemberg opgevolgd door zijn jongere broer Frederik Eugenius.

## Voorvaderen
| Lodewijk Eugenius van Württemberg             | Lodewijk Eugenius van Württemberg                                                                          | Lodewijk Eugenius van Württemberg                                                                          | Lodewijk Eugenius van Württemberg                                                                          | Lodewijk Eugenius van Württemberg                                                                          | Lodewijk Eugenius van Württemberg                                                                      | Lodewijk Eugenius van Württemberg                                                                      | Lodewijk Eugenius van Württemberg                                                                 | Lodewijk Eugenius van Württemberg                                                                 |
| --------------------------------------------- | --- | --- | --- | --- | --- | --- | ------------------------------------------------------------------------------------------------- | ------------------------------------------------------------------------------------------------- |
| Overgrootouders                               | Everhard III van Württemberg (1616–1674) ∞ Anna Catharina van Salm-Kyrburg (1614-1655)                     | Everhard III van Württemberg (1616–1674) ∞ Anna Catharina van Salm-Kyrburg (1614-1655)                     | Albrecht van Brandenburg-Ansbach (1620-1667) ∞ Henriette Louise van Württemberg-Mömpelgard (1623-1650)     | Albrecht van Brandenburg-Ansbach (1620-1667) ∞ Henriette Louise van Württemberg-Mömpelgard (1623-1650)     | Eugen Alexander Franz von Thurn and Taxis (1652–1714) ∞ Anna Adelheid von Fürstenberg-Heiligenberg (–) | Eugen Alexander Franz von Thurn and Taxis (1652–1714) ∞ Anna Adelheid von Fürstenberg-Heiligenberg (–) | Ferdinand August Leopold von Lobkowicz (–) ∞ Margravine Maria Anna Wilhelmine von Baden-Baden (–) | Ferdinand August Leopold von Lobkowicz (–) ∞ Margravine Maria Anna Wilhelmine von Baden-Baden (–) |
| Grootouders                                   | Frederik Karel van Württemberg-Winnental (1653–1698) ∞ Eleonora Juliana van Brandenburg-Ansbach(1663-1724) | Frederik Karel van Württemberg-Winnental (1653–1698) ∞ Eleonora Juliana van Brandenburg-Ansbach(1663-1724) | Frederik Karel van Württemberg-Winnental (1653–1698) ∞ Eleonora Juliana van Brandenburg-Ansbach(1663-1724) | Frederik Karel van Württemberg-Winnental (1653–1698) ∞ Eleonora Juliana van Brandenburg-Ansbach(1663-1724) | Anselm Franz von Thurn und Taxis (1681–1739) ∞ Maria Ludovika Anna von Lobkowitz (–)                   | Anselm Franz von Thurn und Taxis (1681–1739) ∞ Maria Ludovika Anna von Lobkowitz (–)                   | Anselm Franz von Thurn und Taxis (1681–1739) ∞ Maria Ludovika Anna von Lobkowitz (–)              | Anselm Franz von Thurn und Taxis (1681–1739) ∞ Maria Ludovika Anna von Lobkowitz (–)              |
| Ouders                                        | Karel Alexander van Württemberg (1684–1737) ∞ 1727 Maria Augusta von Thurn und Taxis (1706–1756)           | Karel Alexander van Württemberg (1684–1737) ∞ 1727 Maria Augusta von Thurn und Taxis (1706–1756)           | Karel Alexander van Württemberg (1684–1737) ∞ 1727 Maria Augusta von Thurn und Taxis (1706–1756)           | Karel Alexander van Württemberg (1684–1737) ∞ 1727 Maria Augusta von Thurn und Taxis (1706–1756)           | Karel Alexander van Württemberg (1684–1737) ∞ 1727 Maria Augusta von Thurn und Taxis (1706–1756)       | Karel Alexander van Württemberg (1684–1737) ∞ 1727 Maria Augusta von Thurn und Taxis (1706–1756)       | Karel Alexander van Württemberg (1684–1737) ∞ 1727 Maria Augusta von Thurn und Taxis (1706–1756)  | Karel Alexander van Württemberg (1684–1737) ∞ 1727 Maria Augusta von Thurn und Taxis (1706–1756)  |
| Lodewijk Eugenius van Württemberg (1731–1795) | | | | | | |                                                                                                   |                                                                                                   |